# Seattle Seahawks 2009
La stagione 2009 dei Seattle Seahawks è stata la 34ª della squadra nella National Football League. I Seahawks migliorarono il loro precedente record nella prima stagione di Jim Mora come loro capo-allenatore, dopo un deludente record di 4–12 e un terzo posto nella division in quella che era stata l'ultima stagione di Mike Holmgren come allenatore della squadra. Ad ogni modo, Mora fu licenziato il 9 gennaio 2010.

## Offseason

### Cambiamenti nello staff

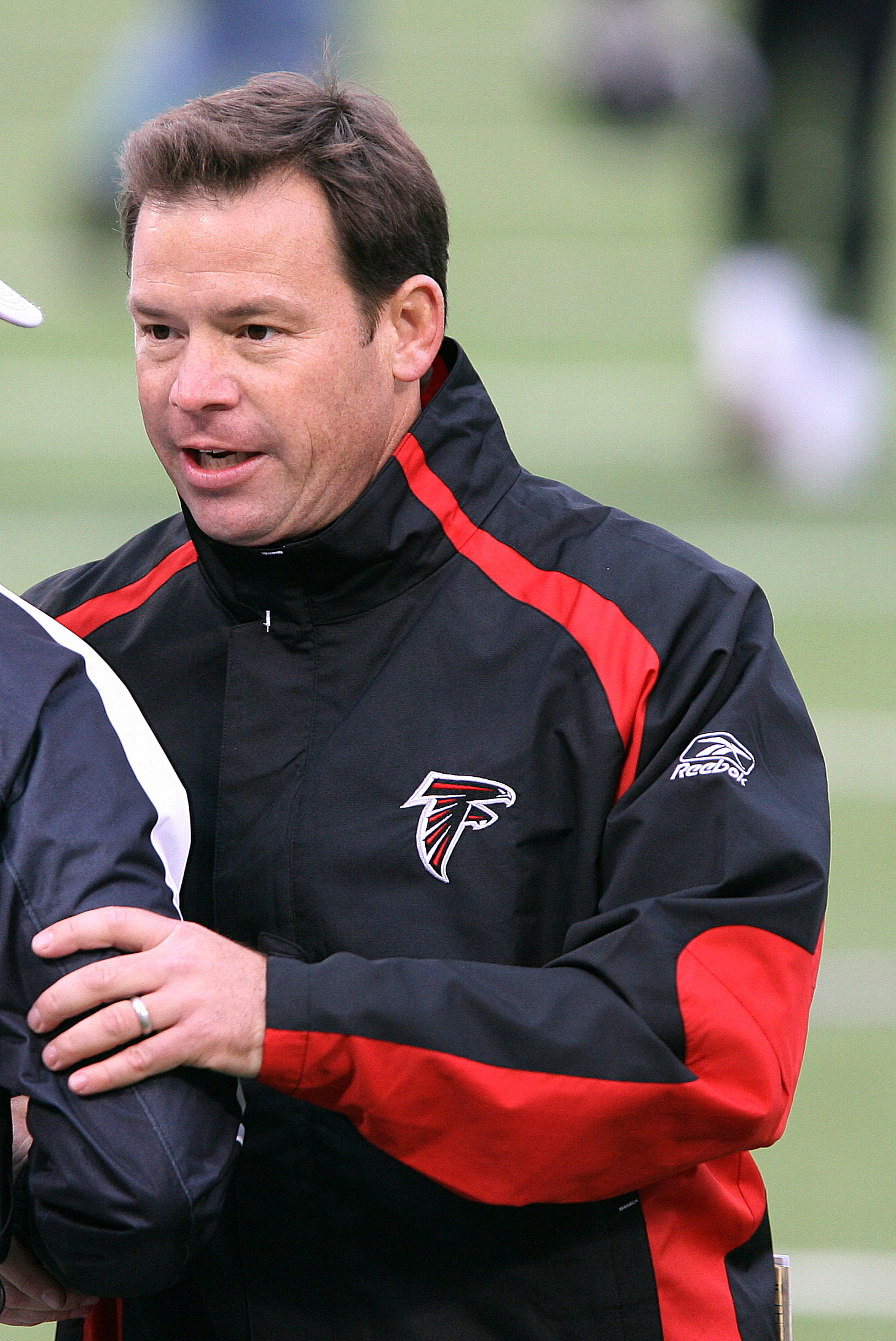
Jim Mora (qui mostrato con gli Atlanta Falcons) fu assunto come nuovo capo-allenatore dei Seahawks il 13 gennaio.

All'inizio della stagione 2008, l'allora capo allenatore Mike Holmgren disse che quella sarebbe stata la sua ultima stagione prima del ritiro. Il 30 dicembre 2008, due giorni dopo la fine della stagione, Holmgren si ritirò ufficialmente. Jim Mora, l'assistente capo-allenatore e allenatore dei defensive back, fu ufficialmente scelto come sostituto il 13 gennaio 2009. Il ritiro e la successione di Jim Mora furono annunciati il 22 gennaio 2008.
Mora in seguitò iniziò a sostituire la maggior parte dello staff che Holmgren aveva l'anno precedente. Il coordinatore difensivo John Marshall e l'allenatore della linea difensiva Dwaine Board furono entrambi licenziati il 12 gennaio 2009. Di conseguenza, l'ex allenatore dei linebacker dei Tampa Bay Buccaneers Casey Bradley fu assunto come coordinatore difensivo. Inoltre, l'ex assistente dei New York Jets Dan Quinn rimpiazzò Board come allenatore della linea difensiva e come primo assistente del capo-allenatore.
Anche lo staff della linea offensiva fu sostituito. Il coordinatore offensivo Gil Haskell fu sollevato dall'incarico dopo 8 anni coi Seahawks. L'ex coordinatore offensivo degli Oakland Raiders Greg Knapp, che aveva precedentemente lavorato con Mora quando era capo-allenatore degli Atlanta Falcons, fu assunto per sostituirlo il 14 gennaio 2009. Mora licenziò anche l'allenatore dei wide receiver Keith Gilbertson sostituendolo con l'ex dei Jacksonville Jaguars Robert Prince. Infine, l'allenatore dei tight end Jim Lind e l'assistente degli special team John Jamison si ritirarono entrambi dopo la fine della stagione 2008. Mike DeBord, ex assistente allenatore della offensive line, rimpiazzò Lind mentre per Jamison non ci fu alcun sostituto.

### Partenze chiave
Il running back Maurice Morris, riserva di Julius Jones l'ultima stagione, firmò con i Detroit Lions. I Seahawks persero anche il defensive tackle Rocky Bernard in favore dei New York Giants. Uno degli idoli dei tifosi, il ricevitore Bobby Engram fu svincolato e firmò un contratto coi Kansas City Chiefs dopo che i Seahawks firmarono il wide receiver T.J. Houshmandzadeh. I Seahawks erano anche in trattative con il fullback Leonard Weaver riguardo ad un nuovo contratto, ma invece alla fine firmò per i Philadelphia Eagles. Inoltre, i Seahawks scambiarono il linebacker Pro Bowler Julian Peterson con i Lions. In tutto, i Seahawks persero un totale di 14 giocatori come free agent.

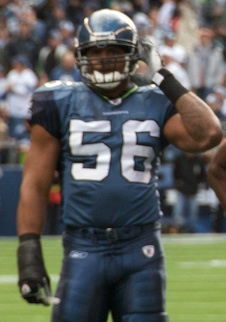
I Seahawks usarono la franchise tag sul linebacker Leroy Hill ma lo resero un free agent prima di firmare un accordo a lungo termine.

Sul linebacker Leroy Hill fu usata la franchise tag il 19 febbraio 2009. Le discussioni tra le due parti per un accordo a lungo termine però procedettero lentamente rimanendo in stallo fino al draft. In uno sforzo per velocizzare la trattativa, i Seahawks rimossero la franchise tag su Hill meno di 24 ore prima dell'inizio del draft e di conseguenza rendendolo un free agent permettendogli di firmare con un'altra squadra. Alla fine, il 30 aprile 2009, Hill accettò un accordo di 6 anni, da 38 milioni di dollari con i Seahawks.
Qualche momento dopo aver firmato Edgerrin James con un accordo annuale, i Seahawks liberarono il running back T.J. Duckett per fare spazio nel loro roster. Duckett aveva guidato la squadra in parecchi touchdown su corsa l'anno precedente.
Il safety Brian Russell fu anch'egli svincolato il 5 settembre 2009. Russell era stato il safety titolare dei Seahawks dall'inizio della stagione 2007. Lawyer Milloy, firmato dopo la partenza di Russell, avrebbe dovuto riempire il suo posto insieme a Jordan Babineaux.

### Arrivi chiave
I Seahawks firmarono anche contratti notevoli durante l'offseason. Il 1º marzo, Seattle firmò il defensive tackle Colin Cole dai Green Bay Packers con un contratto di cinque anni per risolvere i problemi della linea difensiva. Essi presero anche il defensive tackle Cory Redding e una scelta del quinto giro nell'affare Peterson menzionato sopra.
Forse il miglior acquisto tra i free agent fu, comunque, la firma dell'ex partecipante al Pro Bowl, il wide receiver T.J. Houshmandzadeh dai Cincinnati Bengals con un accordo quinquennale da 40 milioni di dollari, con 15 milioni garantiti, due giorni dopo la firma di Cole. Houshmandzadeh era considerato uno dei migliori free agent disponibili.
Dopo aver rescisso la loro franchise tag su Hill, i Seahawks firmarono l'ex corner back dei Carolina Panthers Ken Lucas con un contratto annuale per migliorare la loro copertura nei passaggi. Essi firmarono inoltre il fullback Justin Griffith dagli Oakland Raiders per far fronte alla partenza di Weaver. Si sapeva che lo svincolamento di Hill avrebbe creato un po' di flessibilità nel salary cap per questi due accordi.
Il 25 agosto 2009, i Seahawks firmarono il running back Edgerrin James con un contratto annuale da 2 milioni di dollari. L'ultima squadra di James erano stati i rivali di division Arizona Cardinals nelle ultime tre stagioni, dove aveva svolto un ruolo cardine per il raggiungimento dei playoff nell'ultima annata. I Seahawks firmarono anche il safety veterano Lawyer Milloy con un contratto annuale, dal quale ci si attendeva un impatto notevole sulla squadra.

### Scelte nel Draft 2009
| Scelte dei Seahawks nel Draft 2009 |                                   |                 |           |             |
| Giro                               | Scelta                            | Giocatore       | Posizione | College     |
| 1                                  | 4                                 | Aaron Curry     | LB        | Wake Forest |
| 2                                  | 49 (da Chicago)                   | Max Unger       | C         | Oregon      |
| 3                                  | 91 (da Philadelphia via New York) | Deon Butler     | WR        | Penn State  |
| 6                                  | 178                               | Mike Teel       | QB        | Rutgers     |
| 7                                  | 245                               | Courtney Greene | S         | Rutgers     |
| 7                                  | 247                               | Nick Reed       | DE        | Oregon      |
| 7                                  | 248                               | Cameron Morrah  | TE        | California  |

## Elenco delle gare

### Pre-stagione
Nota: gli orari di inizio sono riportati secondo il fuso orario PDT.
| Settimana | Data        | Ora   | Avversario         | Risultati   | Risultati   | Stadio            | TV     | Recap su NFL.com                                  |
| Settimana | Data        | Ora   | Avversario         | Final score | Team record | Stadio            | TV     | Recap su NFL.com                                  |
| --------- | ----------- | ----- | ------------------ | ----------- | ----------- | ----------------- | ------ | ------------------------------------------------- |
| 1         | 15 agosto   | 19.00 | San Diego Chargers | V 20–14     | 1–0         | Qualcomm Stadium  | KING 5 | Recap Archiviato il 4 gennaio 2013 in Archive.is. |
| 2         | 22 agosto   | 19.30 | Denver Broncos     | V 27–13     | 2–0         | Qwest Field       | KING 5 | Recap Archiviato il 4 gennaio 2013 in Archive.is. |
| 3         | 29 agosto   | 17.00 | Kansas City Chiefs | V 14–10     | 3–0         | Arrowhead Stadium | KING 5 | Recap                                             |
| 4         | 3 settembre | 19.00 | Oakland Raiders    | V 31–21     | 4–0         | Qwest Field       | KING 5 | Recap                                             |

### Stagione regolare
Nota: gli orari di inizio sono riportati secondo il fuso orario PDT.
| Settimana | Data               | Ora                | Avversario             | Risultato          | Risultato          | Stadio                        | TV                 | Recap su NFL.com   |
| Settimana | Data               | Ora                | Avversario             | Punteggio          | Record             | Stadio                        | TV                 | Recap su NFL.com   |
| --- | ------------------ | ------------------ | ---------------------- | ------------------ | ------------------ | ----------------------------- | ------------------ | ------------------ |
| 1 | 13 settembre       | 13.15              | St. Louis Rams         | V 28–0             | 1–0                | Qwest Field                   | Fox                | Recap              |
| 2 | 20 settembre       | 13.05              | at San Francisco 49ers | S 10–23            | 1–1                | Candlestick Park              | Fox                | Recap              |
| 3 | 27 settembre       | 13.05              | Chicago Bears          | S 19–25            | 1–2                | Qwest Field                   | Fox                | Recap              |
| 4 | 4 ottobre          | 10.00              | at Indianapolis Colts  | S 17–34            | 1–3                | Lucas Oil Stadium             | Fox                | Recap              |
| 5 | 11 ottobre         | 13.15              | Jacksonville Jaguars   | V 41–0             | 2–3                | Qwest Field                   | CBS                | Recap              |
| 6 | 18 ottobre         | 13.05              | Arizona Cardinals      | S 3–27             | 2–4                | Qwest Field                   | Fox                | Recap              |
| 7 | Settimana di pausa | Settimana di pausa | Settimana di pausa     | Settimana di pausa | Settimana di pausa | Settimana di pausa            | Settimana di pausa | Settimana di pausa |
| 8 | 1º novembre        | 10.00              | Dallas Cowboys         | S 17–38            | 2–5                | Cowboys Stadium               | Fox                | Recap              |
| 9 | 8 novembre         | 13.05              | Detroit Lions          | V 32–20            | 3–5                | Qwest Field                   | Fox                | Recap              |
| 10 | 15 novembre        | 1:15pm PST         | Arizona Cardinals      | S 20–31            | 3–6                | University of Phoenix Stadium | Fox                | Recap              |
| 11 | 22 novembre        | 10.00              | Minnesota Vikings      | L 9–35             | 3–7                | Mall of America Field         | Fox                | Recap              |
| 12 | 29 novembre        | 10.00              | St. Louis Rams         | V 27–17            | 4–7                | Edward Jones Dome             | Fox                | Recap              |
| 13 | 6 dicembre         | 13.15              | San Francisco 49ers    | V 20–17            | 5–7                | Qwest Field                   | Fox                | Recap              |
| 14 | 13 dicembre        | 10.00              | Houston Texans         | S 7–34             | 5–8                | Reliant Stadium               | Fox                | Recap              |
| 15 | December 20        | 13.15              | Tampa Bay Buccaneers   | S 7–24             | 5–9                | Qwest Field                   | Fox                | Recap              |
| 16 | 27 dicembre        | 10.00              | Green Bay Packers      | S 10–48            | 5–10               | Lambeau Field                 | Fox                | Recap              |
| 17 | 3 gennaio          | 13.15              | Tennessee Titans       | S 13–17            | 5–11               | Qwest Field                   | CBS                | Recap              |
| Nota: le gare contro avversari di division sono in grassetto. I Seahawks giocarono con le loro maglie verde chiaro nella terza settimana. |                    |                    |                        |                    |                    |                               |                    |                    |

## Roster
| Roster dei Seattle Seahawks nella stagione 2009 |
| --- |
| Quarterback - 8 Matt Hasselbeck - 14 Mike Teel - 15 Seneca Wallace Running Back - 20 Justin Forsett KR - 33 Justin Griffith FB - 32 Edgerrin James - 22 Julius Jones - 40 Louis Rankin - 35 Owen Schmitt FB Wide Receiver - 83 Deion Branch - 81 Nate Burleson PR - 11 Deon Butler - 84 T.J. Houshmandzadeh - 87 Ben Obomanu Tight End - 89 John Carlson - 88 Cameron Morrah - 86 John Owens Offensive Linemen - 63 Trevor Canfield G - 64 Mike Gibson G - 75 Sean Locklear T - 77 Damion McIntosh T - 67 Rob Sims G - 65 Chris Spencer C/G - 60 Max Unger G/C - 69 Steve Vallos C/G - 74 Ray Willis T - 66 Mansfield Wrotto G Defensive Linemen - 79 Red Bryant DT - 90 Colin Cole DT - 95 Lawrence Jackson DE - 97 Patrick Kerney DE - 92 Brandon Mebane DT - 94 Cory Redding DE - 98 Nick Reed DE - 55 Darryl Tapp DE - 93 Craig Terrill DT Linebacker - 59 Aaron Curry OLB - 57 David Hawthorne ILB - 54 Will Herring OLB - 56 Leroy Hill OLB - 50 Lance Laury OLB - 52 D.D. Lewis ILB Defensive Back - 25 Jamar Adams SS - 27 Jordan Babineaux FS - 28 Travis Fisher SS - 24 Deon Grant SS - 21 Kelly Jennings CB - 34 Roy Lewis CB - 31 Ken Lucas CB - 36 Lawyer Milloy FS - 23 Marcus Trufant CB - 39 C.J. Wallace CB - 26 Josh Wilson CB Special Team - 10 Olindo Mare K - 49 Jeff Robinson LS - 9 Jon Ryan P Lista delle riserve - 77 Brandon Frye OT (IR) - 18 Mike Hass WR (IR) - 45 Kevin Houser LS (IR) - 71 Walter Jones OT (IR) - 99 Brandon Miller DE (IR) - 40 Tyler Roehl FB (IR) - 51 Lofa Tatupu ILB (IR) Squadra di allenamento - 16 Patrick Carter WR - 91 Marlon Favorite DT - 70 Na'Shan Goddard OT - 53 Anthony Heygood OLB - 19 Michael Jones WR - 39 Xavier Omon RB - 47 Jason Pociask TE - 78 Kyle Williams OT (Infortunato) - 41 DeAngelo Willingham S |
| Legenda - I rookie sono in corsivo. - Il primo ruolo è il principale mentre gli eventuali successivi indicano i ruoli secondari. - (IR) sta per Injured Reserve ed indica la lista ristretta per un solo giocatore infortunato che può tornare ad allenarsi dopo la settimana 6 e a rientrare in prima squadra dopo che questa ha giocato 8 partite. - (NF-Inj.) / (NF-Ill.) stanno rispettivamente per Non-Football Injured e Non-Football Illness ed indicano le liste dove viene inserito un giocatore che ha un infortunio o una malattia non dipendente dal football americano. - (PUP) sta per Physically Unable to Perform ed indica la lista dove viene inserito un giocatore mentre è in attesa di recuperare la condizione fisica. Nella stagione regolare dopo la sesta partita giocata dalla propria squadra, il giocatore ha tempo tre settimane per riprendere ad allenarsi, più tre settimane aggiuntive dal suo rientro agli allenamenti per rientrare in prima squadra. |

## Leader della squadra
| Leader della squadra   |                            |       |
| Categoria              | Giocatore                  | N.    |
| Yard passate           | Matt Hasselbeck            | 3.029 |
| Touchdown passati      | Matt Hasselbeck            | 17    |
| Yard corse             | Julius Jones               | 663   |
| Touchdown su corsa     | Justin Forsett             | 4     |
| Ricezioni              | T.J. Houshmandzadeh        | 79    |
| Yard ricevute          | T.J. Houshmandzadeh        | 911   |
| Touchdown su ricezione | John Carlson               | 7     |
| Sack                   | Patrick Kerney             | 5,0   |
| Intercetti             | David Hawthorne Deon Grant | 3     |